# Pierre Colmez
Pierre Colmez (1962) é um matemático francês.
É conhecido por seu trabalho sobre a análise p-ádica.
Colmez estudou na Escola Normal Superior de Paris, com doutorado na Universidade de Grenoble. Foi laureado em 2005 com o Prêmio Fermat, por sua contribuição ao estudo de funções L e representações p-ádicas de Galois.
Colmez venceu o campeonato go francês quatro vezes.